# كاميرون كينيدي
كاميرون كينيدي (بالإنجليزية: Cameron Kennedy) (و. 1993 – م) هو ممثل، وممثل أفلام، من كندا، ولد في بنسيلفانيا.

## وصلات خارجية
- كاميرون كينيدي على موقع IMDb (الإنجليزية)
- كاميرون كينيدي على موقع ألو سيني (الفرنسية)
- كاميرون كينيدي على موقع قاعدة بيانات الفيلم (الإنجليزية)
- كاميرون كينيدي على موقع كينوبويسك (الروسية)